# Adil Rhaili
Adil Rhaili (Rabat, 25 aprile 1991) è un calciatore marocchino, difensore dell'Al-Khor.

## Carriera
Ha giocato nella prima divisione dei campionati moldavo, kuwaitiano, qatariota, marocchino e greco.

## Palmarès

### Club

#### Competizioni nazionali
- Campionato marocchino: 1

Raja Casablanca: 2010-2011
- Coppa del Marocco: 1

Raja Casablanca: 2011-2012